# Surani
Surani is een Roemeense gemeente in het district Prahova.
Surani telt 1850 inwoners.